# Родниківка (Уманський район)
Родникі́вка (до 1946 — Війтівка, пізніше Рудниківка) — село в Україні, в Паланській сільській громаді Уманського району Черкаської області. Розташоване на обох берегах річки Кам'янка (притока Уманки) за 6 км на північ від міста Умань та за 4,5 км від автошляху М05. Населення становить 2 661 особа (станом на 1 січня 2024 р.).

## Назва
Указом Президії Верховної Ради УРСР від 7 березня 1946 року село Війтівка було перейменовано на село Родниківка. Імовірно спочатку назване Рудниківка, і походить від Рудника — добувного підприємства чи шахти[джерело?].

## Населення
За даними перепису 2001 року населення становило 3385 осіб.

### Мовний склад
Рідна мова населення за даними перепису 2001 року:
| Мова       | Чисельність, осіб | Доля     |
| ---------- | ----------------- | -------- |
| Українська | 3 252             | 96,07 %  |
| Російська  | 118               | 3,48 %   |
| Білоруська | 5                 | 0,15%    |
| Циганська  | 4                 | 0,12%    |
| Вірменська | 3                 | 0,09%    |
| Румунська  | 2                 | 0,06%    |
| Інше       | 1                 | 0,03 %   |
| Разом      | 3 385             | 100,00 % |

## Відомі люди
- Білокур Оксана Анатоліївна (2001) — українська футболістка, гравець молодіжної збірної України.
- Єщенко Володимир Омелянович (* 1946) — український вчений-агроном, професор, доктор сільськогосподарських наук, заслужений працівник освіти України.
- Поліщук Анатолій Олександрович (1974—2015) — сержант ЗСУ, учасник російсько-української війни[5].
- Гоменюк-Мельник Ірина Остапівна — майстриня українського народного декоративного розпису. Заслужений майстер народної творчості УРСР (1988).
- Гоменюк-Мельник Софія Остапівна — українська художниця декоративного розпису, представниця наївного мистецтва.

## Галерея

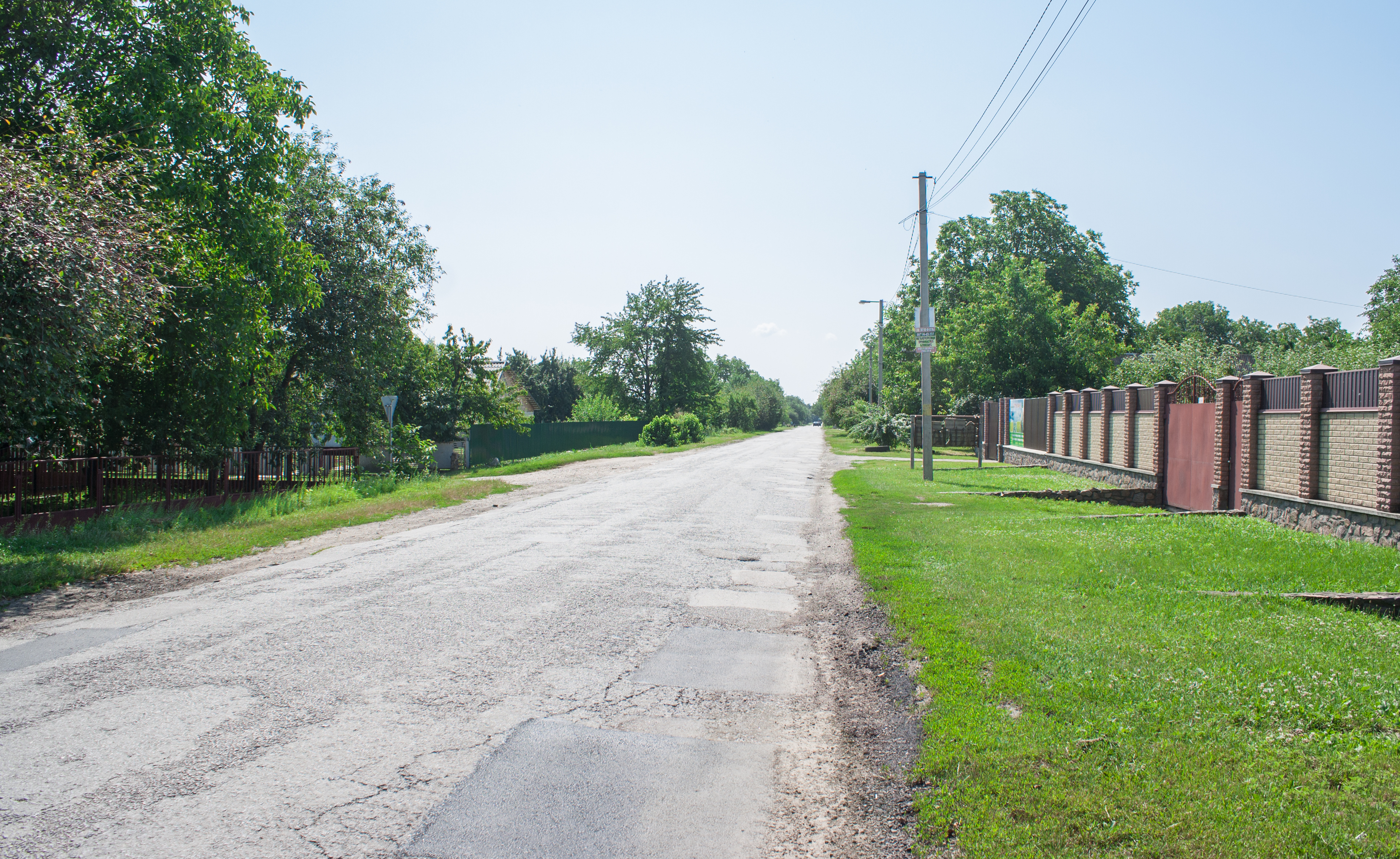
Вулиця Київська
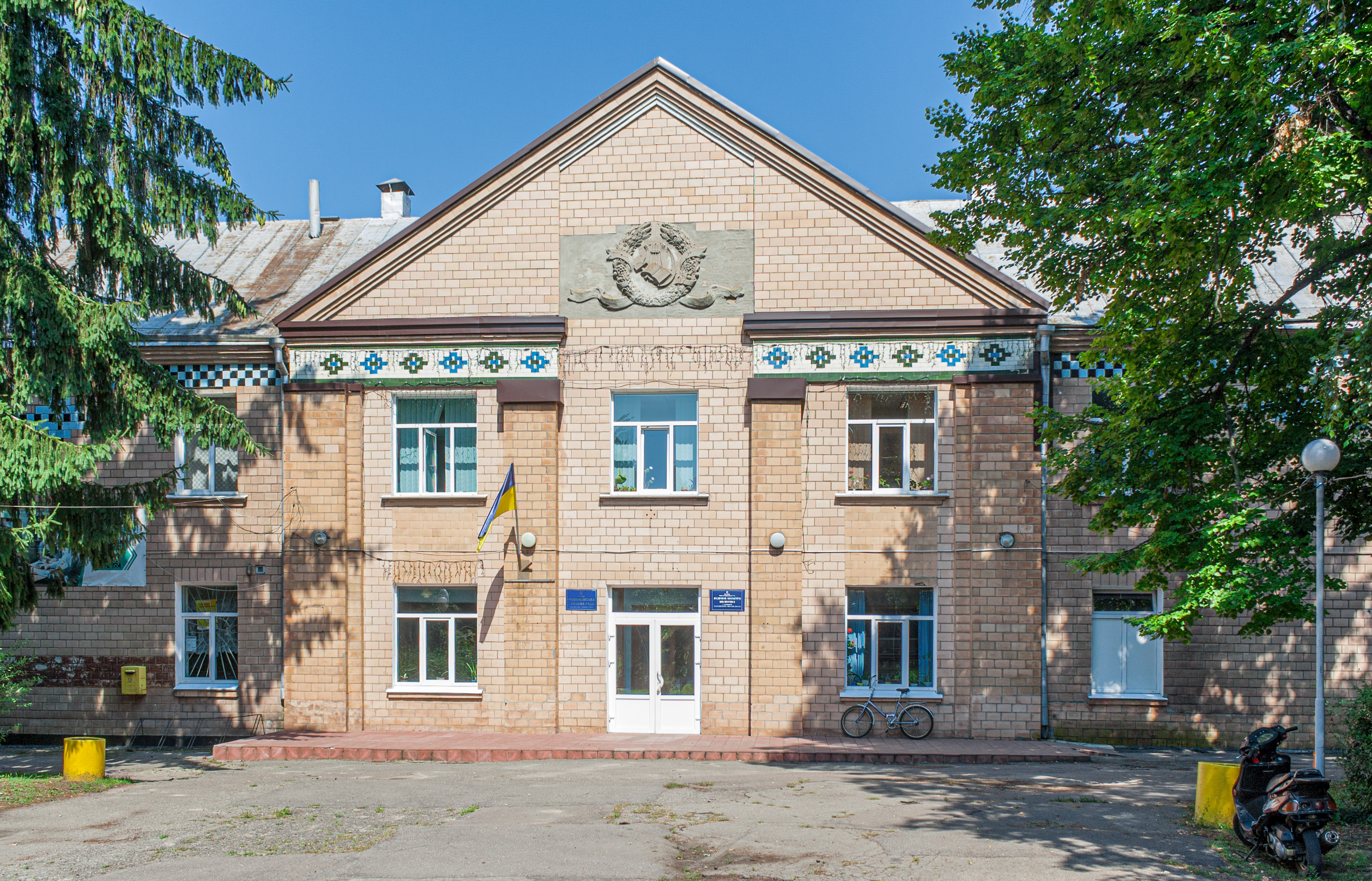
Старостинський округ і будинок культури
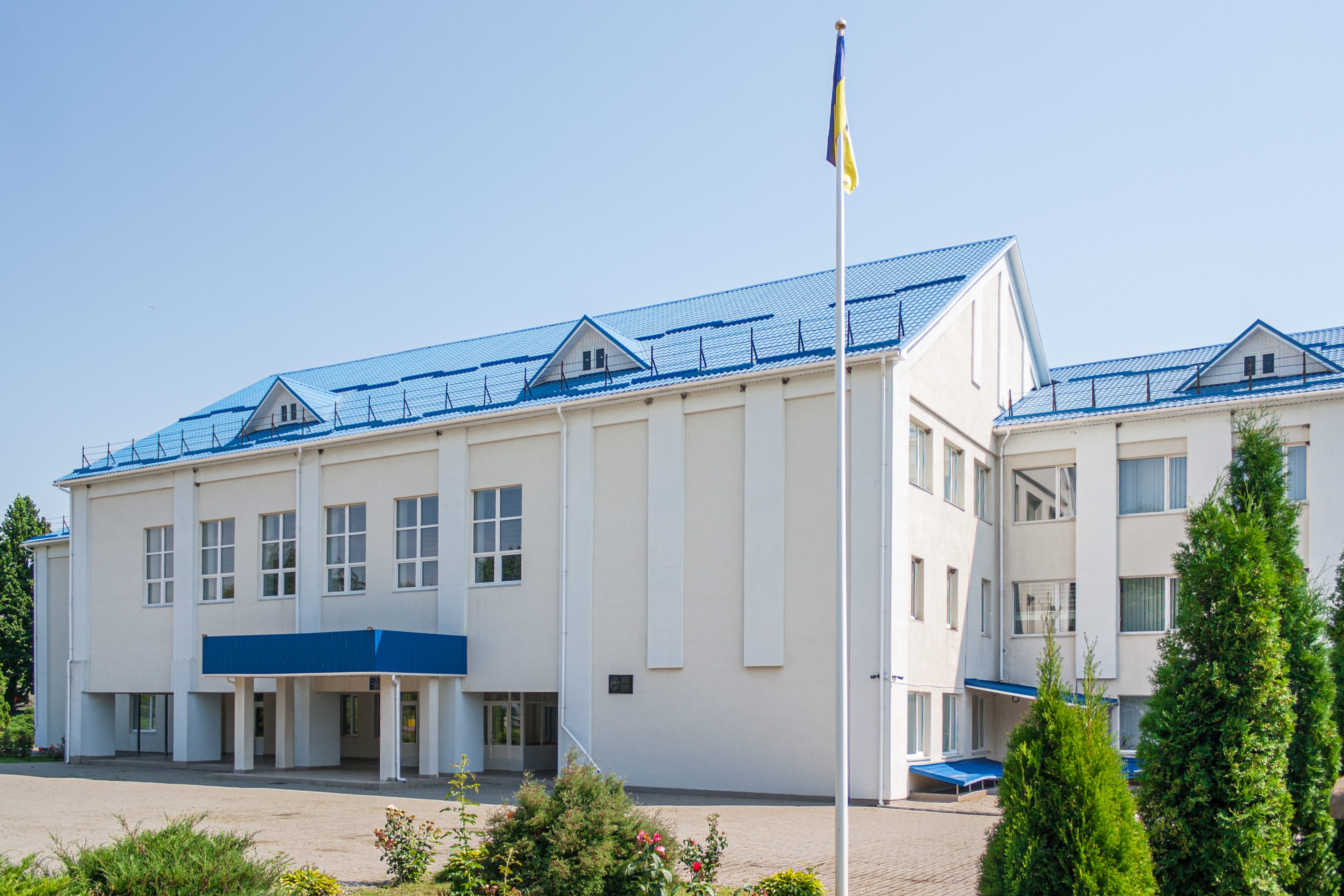
Школа
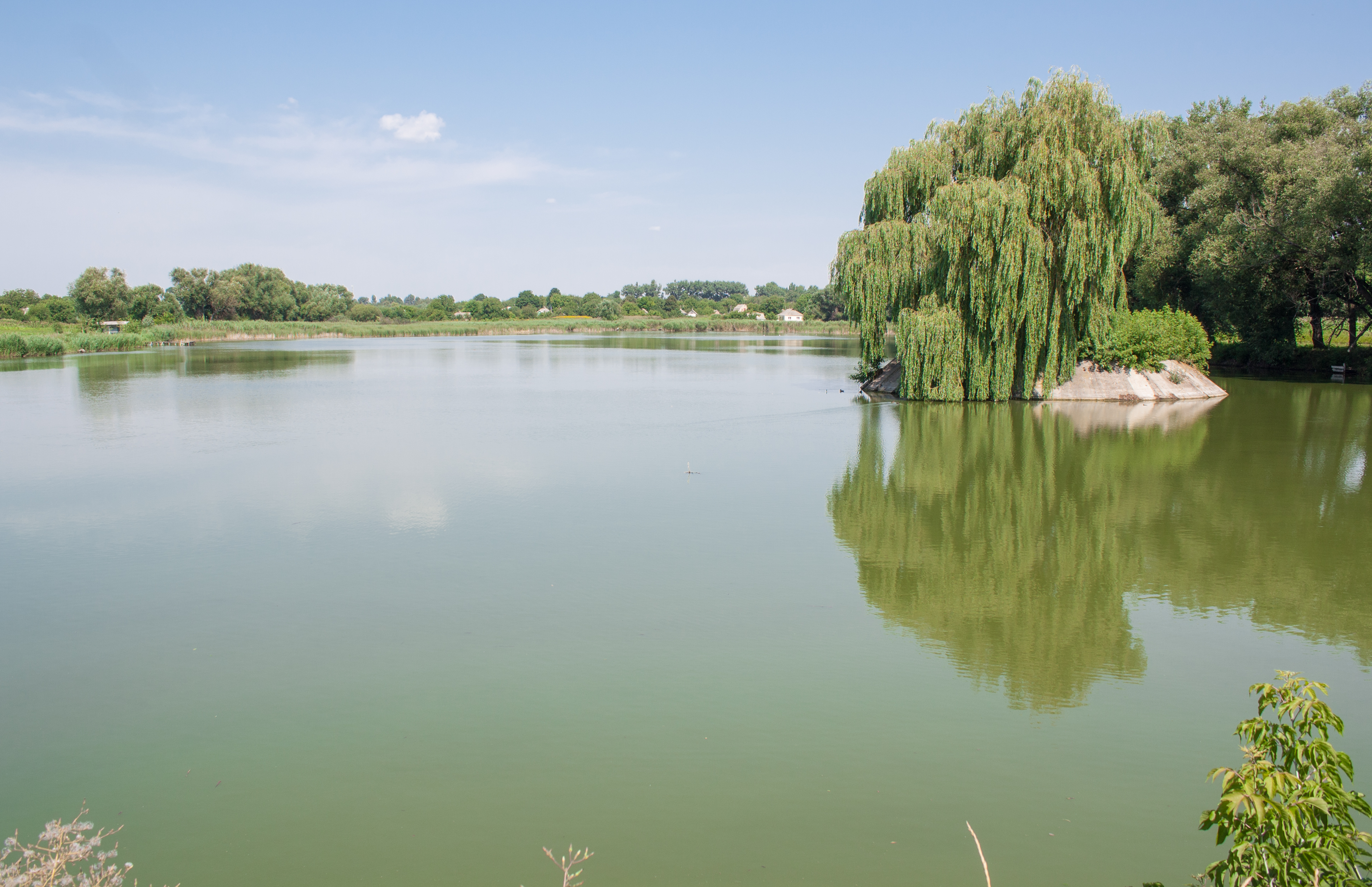
Ставок на річці Кам'янка
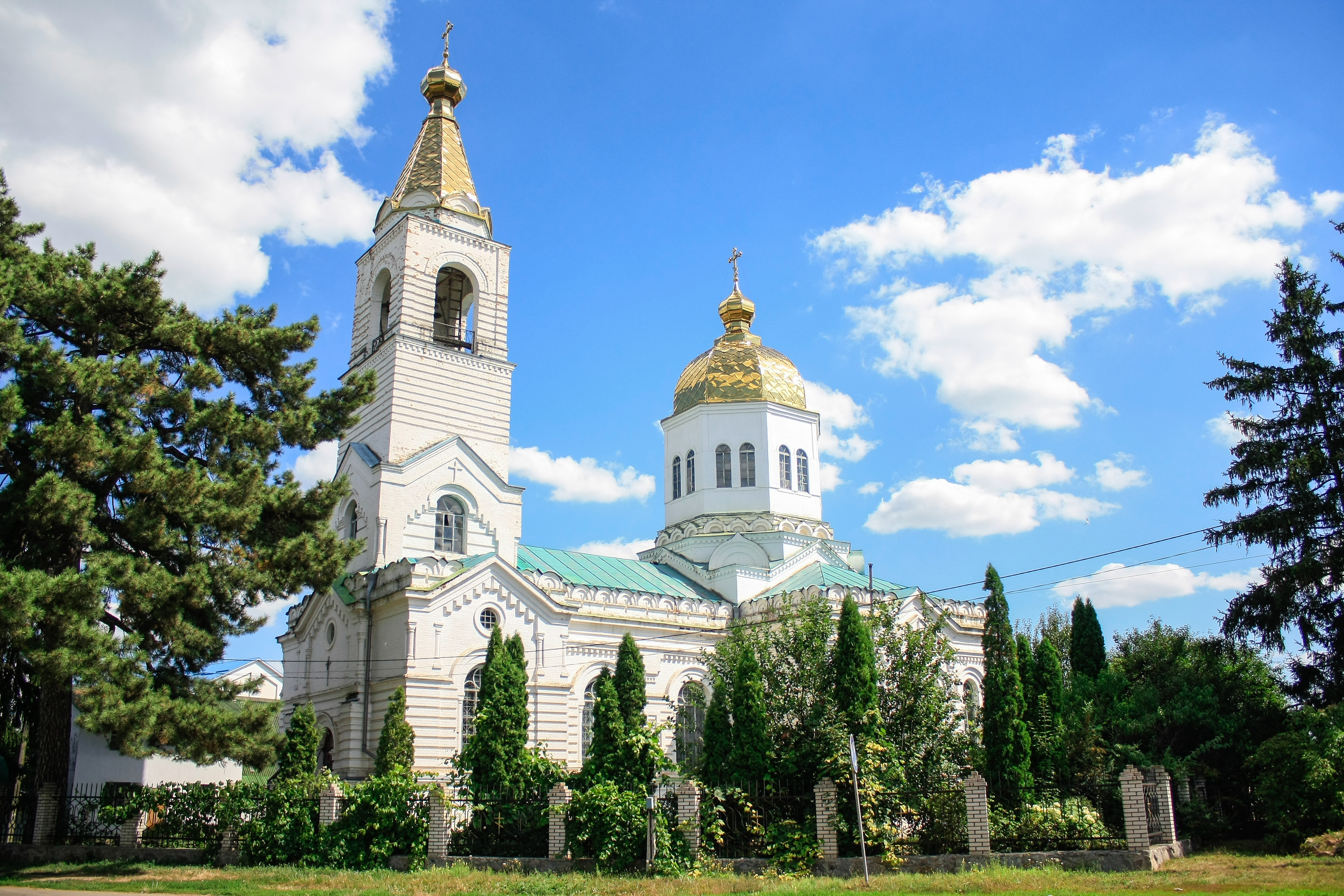
Церква Св. Параскеви (1883 р.)
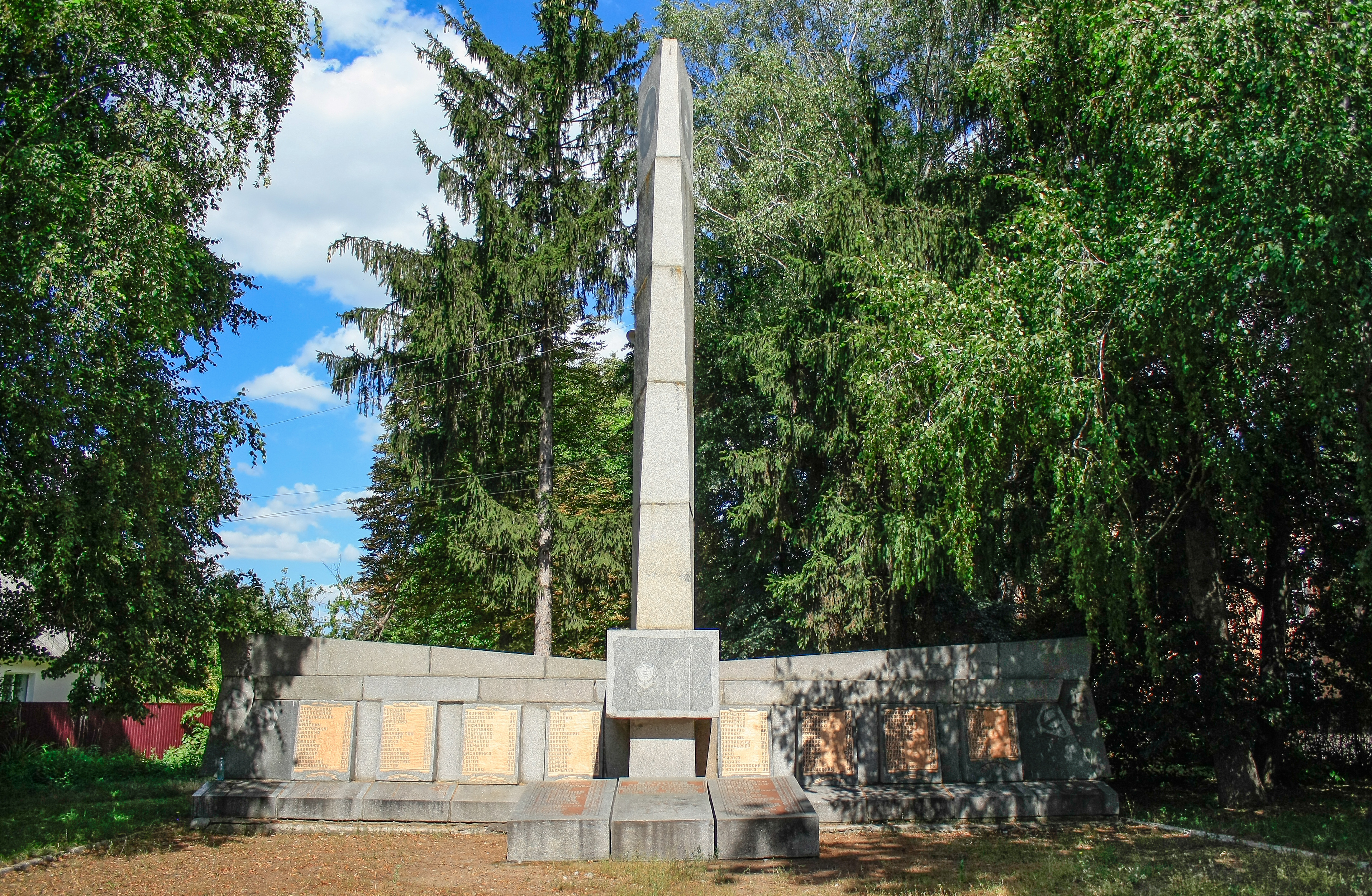
Пам'ятник воїнам-односельцям
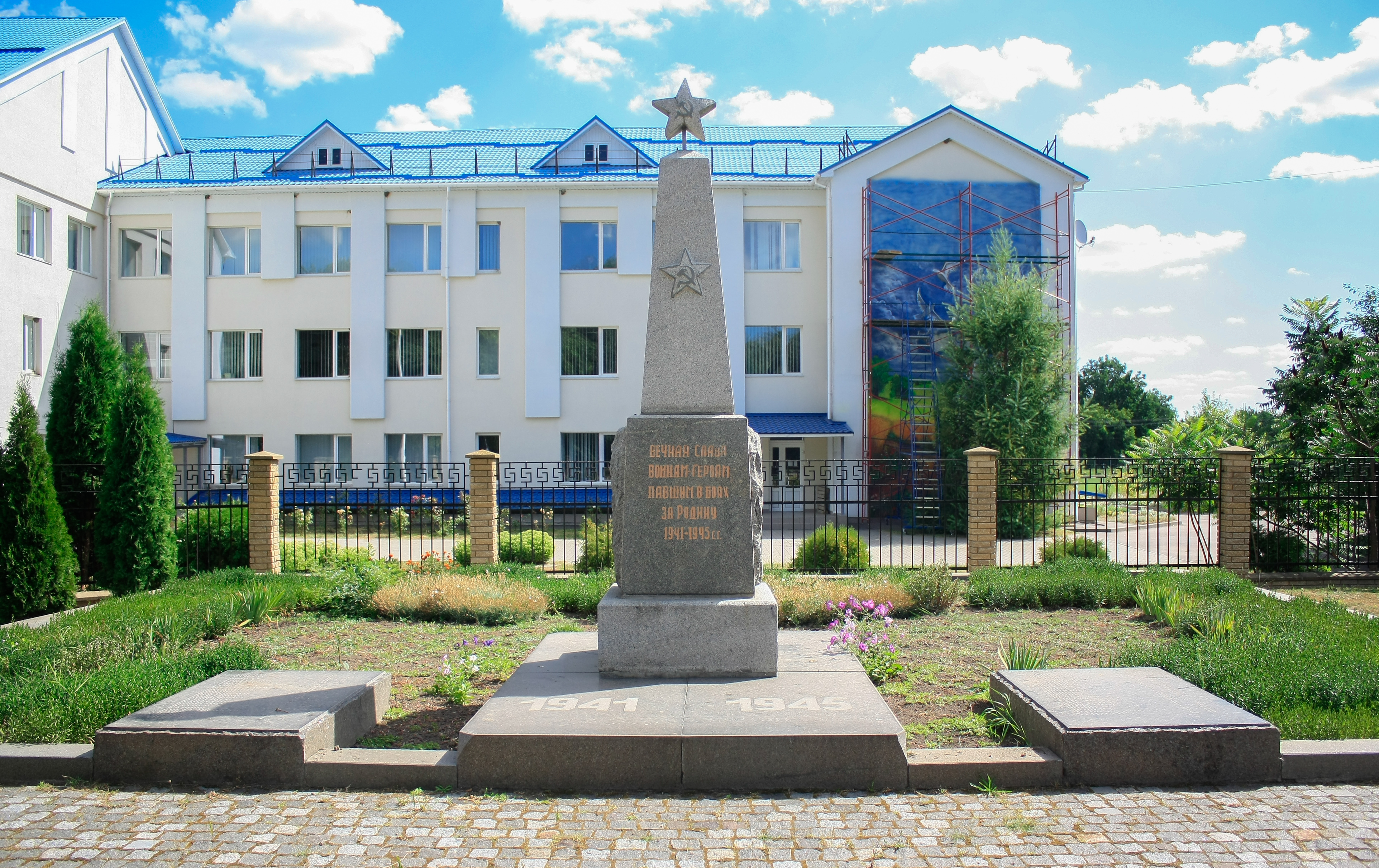
Братська могила радянських воїнів
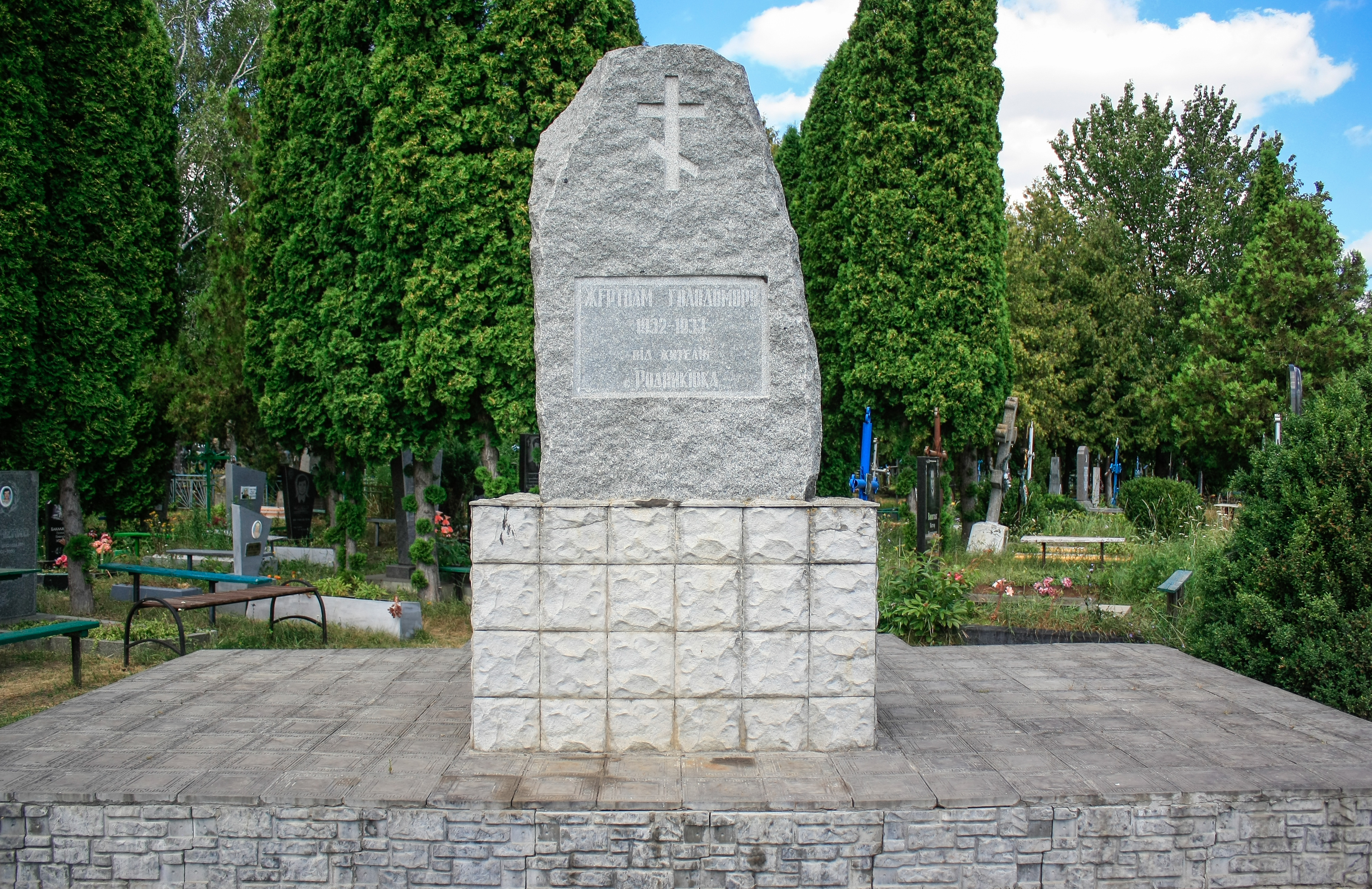
Пам'ятний знак жертвам Голодомору
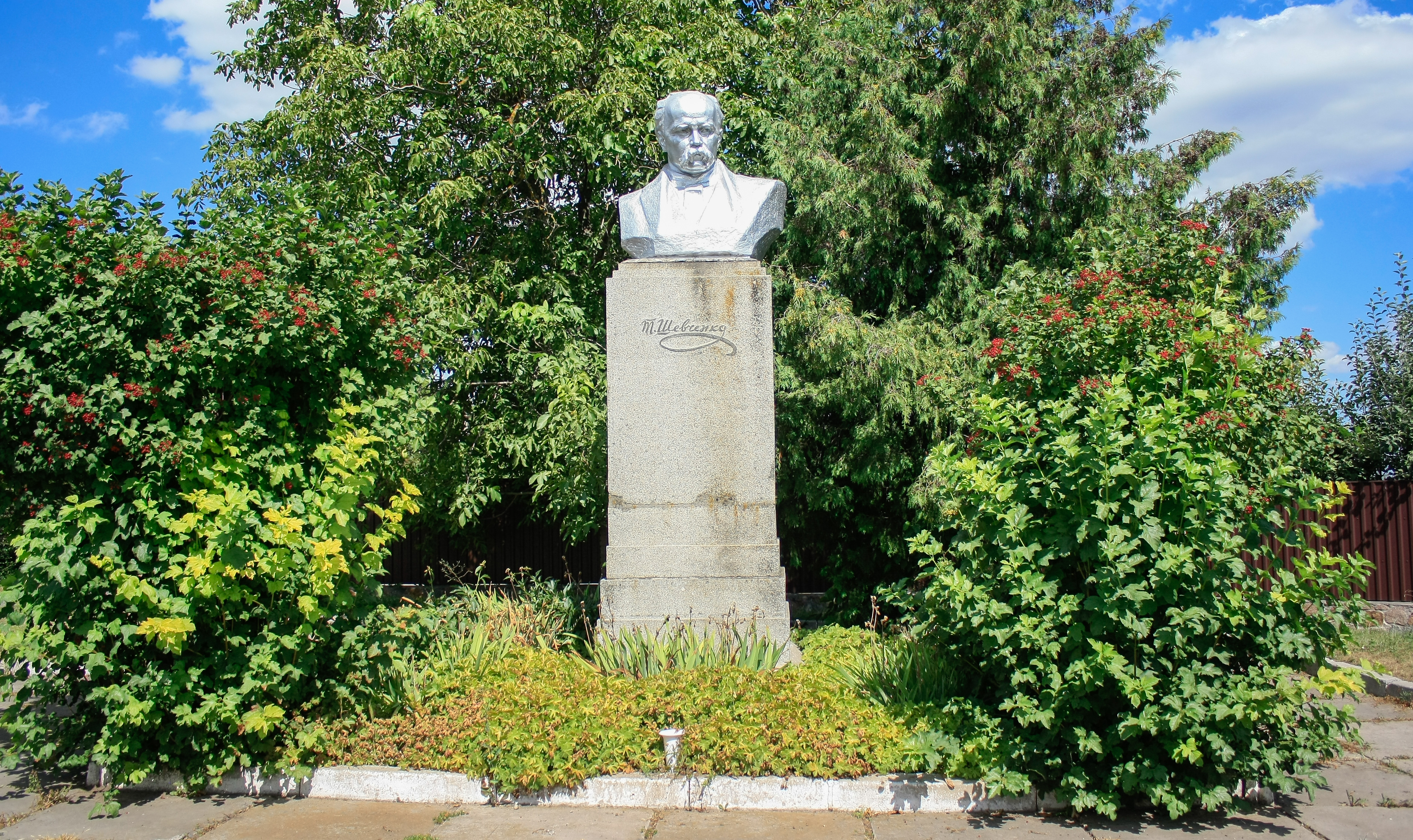
Пам'ятник Т.Г. Шевченку